# Amana (roślina)
Amana Honda – rodzaj ziemnopączkowych roślin zielnych z rodziny liliowatych, obejmujący 4 gatunki występujące w Chinach, Japonii i Korei. Nazwa naukowa rodzaju pochodzi od japońskiej nazwy rodzajowej rośliny z gatunku Amana edulis.

## Morfologia
Budowa tych roślin jest zbliżona do tulipanów. U roślin z rodzaju Amana szyjka słupka jest dłuższa niż u tulipanów i osiąga długość zalążni. Rośliny te tworzą również w górnym odcinku pędu kwiatostanowego od 2 do 4 liści przykwiatowych.  

## Systematyka
Do 2005 roku rodzaj Amana uznawany był za synonim rodzaju tulipan. Został on ponownie wyróżniony na podstawie wyników analizy kladystycznej cech morfologicznych. Zasadność wyróżnienia tego rodzaju potwierdzono w roku 2009 wynikami badań rozmiaru genomu Amana i tulipanów.
Pozycja rodzaju według Angiosperm Phylogeny Website (aktualizowany system APG IV z 2016)
Rodzaj zaliczany do podrodziny Lilioideae w rodzinie liliowatych Liliaceae, należącej do kladu liliowców w obrębie jednoliściennych.
Gatunki
- Amana anhuiensis (X.S.Shen) ined.
- Amana edulis (Miq.) Honda
- Amana erythronioides (Baker) D.Y.Tan & D.Y.Hong
- Amana kuocangshanica D.Y.Tan & D.Y.Hong

## Zagrożenia
Gatunek Amana erythronioides (jako A. latifolia) uwzględniony jest w Czerwonej Liście Zagrożonych Roślin Naczyniowych Japonii ze statusem VU (narażony na wyginięcie).